# София Тюрингская (герцогиня Брабанта)
София Тюрингская или София Брабантская (нем. Sophie von Thüringen, Sophie von Brabant; 20 марта 1224, Марбург, Гессен — 29 мая 1275, Марбург, Гессен) — герцогиня Брабантская (по мужу), основательница ландграфства Гессен и его правительница с 1264 года.

## Биография
София была вторым ребёнком ландграфа Тюрингии Людвига IV и его жены Святой Елизаветы.
После гибели Людвига в крестовом походе (1227 год) его владения захватил брат — Генрих IV Распе, объявивший себя регентом пятилетнего Германа II. Елизавете с дочерьми пришлось бежать в Марбург.
София вышла замуж за брабантского герцога Генриха II. В этом браке родились Генрих (будущий ландграф Гессена) и Елизавета.
Юный ландграф Герман II умер в 18-летнем возрасте в 1241 году. Генрих Распе продолжал удерживать Тюрингию и присвоил ландграфский титул.
Кузен Софии Генрих III Мейсенский (Генрих Светлейший) в 1243 году получил от императора обещание, что получит Тюрингию, если Генрих Распе умрёт бездетным, что и случилось в 1247 году. София предъявила претензии на наследство от имени своего сына, которому Генрих Распе приходился дядей. Её поддержали тюрингские дворяне и Тевтонский орден. Под её властью находились Марбург и ещё несколько городов.
В 1248 году умер Генрих Брабантский — муж Софии. В 1250 году графы Кефернбург, Шварцбург, Байхлинген, Хонштейн, Орламюнде и Штольберг признали Генриха Мейсенского ландграфом Тюрингии. София тоже помирилась с ним.
После свадьбы своей дочери Елизаветы с Альбрехтом Брауншвейгским София Брабантская приобрела нового союзника и в 1259 году возобновила войну за отцовское наследство.
27 октября 1263 года сыновья ландграфа Генриха Светлейшего Альбрехт и Дитрих одержали победу над Альбрехтом Брауншвейгским. София была вынуждена отказаться от большей части своих притязаний, но её сын Генрих был признан правителем Гессена и в 1292 году получил от императора титул ландграфа и имперского князя.
София Брабантская умерла 29 мая 1275 года и была похоронена в монастыре Виле-ла-Виль в Брабанте.